# Вибори в Північній Македонії

Марки Македонської пошти з нагоди 20-ї річниці перших багатопартійних виборів в Республіці Македонія (CDC 19/2010, 11 листопада 2010 року)

Після введення політичного плюралізму в тодішній Соціалістичній Республіці Македонія в 1989 році було дозволено утворення політичних партій, а в 1990 році були проведені перші вільні і багатопартійні вибори. В Республіці Македонія проводяться вибори членів парламенту Республіки Македонія, Президента Республіки та місцеві вибори радників та мерів.

## Парламентські вибори
Після впровадження політичного плюралізму в Республіці Македонія відбулося п'ять регулярних парламентських виборів та чотири дострокових парламентських виборів у 2008, 2011, 2014 та 2016 роках. Перші парламентські вибори відбулися, коли країна входила ще до складу Югославії СФР, а решта після проголошення незалежності в 1991 році.
- Парламентські вибори в Македонії (1990)
- Парламентські вибори в Македонії (1994)
- Парламентські вибори в Македонії (1998)
- Парламентські вибори в Македонії (2002)
- Парламентські вибори в Македонії (2006)
- Парламентські вибори в Македонії (2008)
- Парламентські вибори в Македонії (2011)
- Парламентські вибори в Македонії (2014)
- Парламентські вибори в Македонії (2016)
- Парламентські вибори в Північній Македонії (2020)

## Президентські вибори
На даний час проведено п'ять виборів Президента Республіки Македонія. Перший Президент Киро Глигоров був призначений на підставі обрання Асамблеєю Республіки Македонія відповідно до конституційних рішень того часу.
- Вибори Президента Македонії (1994)
- Вибори Президента Македонії (1999)
- Вибори Президента Македонії (2004)
- Вибори Президента Македонії (2009)
- Вибори Президента Македонії (2014)
- Вибори Президента Македонії (2019)

## Місцеві вибори
Поки в Республіці Македонія проведено п'ять місцевих виборів. Характерною для місцевих виборів в Республіці Македонія є часті зміни муніципальних меж.
- Місцеві вибори в Македонії (1996)
- Місцеві вибори в Македонії (2000)
- Місцеві вибори в Македонії (2005)
- Місцеві вибори в Македонії (2009)
- Місцеві вибори в Македонії (2013)
- Місцеві вибори в Македонії (2017)

## Референдуми
Поки що тричі проводився референдум на державному рівні, а на місцевому — сім разів. Перший референдум у 1991 році відбувся після ініціативи парламенту, а в 2004 році на вимогу щонайменше 100 000 виборців.
- Референдум (1991)
- Референдум (2004)
- Референдум (2018)

### Місцеві референдуми
- Референдум в муніципалітеті Центр (2015)
- Референдум у мерії Гевгелія (2017)
- Референдум в муніципалітеті Богданці (2017)
- Референдум у мерії Доджран (2017)
- Референдум у мерії Валандово (2017)
- Референдум у мерії Босилово (2017)
- Референдум у мерії Ново село (2017)

## Галерея

Карта муніципалітетів в окрузі 3.Карта муніципалітетів в окрузі 3.
Карта муніципалітетів по виборчому округу 4.Карта муніципалітетів по виборчому округу 4.
Карта муніципалітетів в окрузі 5.Карта муніципалітетів в окрузі 5.
Карта муніципалітетів по виборчому округу 6.Карта муніципалітетів по виборчому округу 6.